# Jacques Devillers
Jacques Devillers (Cambrai, 1911. augusztus 23. – Soisy-sous-Montmorency, 1992. február 13.) francia nemzetközi labdarúgó-játékvezető.

## Pályafutása

### Nemzeti játékvezetés
Ellenőreinek, sportvezetőinek javaslatára lett az I. Liga játékvezetője. Az aktív nemzeti játékvezetéstől 1961-ben vonult vissza.

#### Nemzeti kupamérkőzések
Vezetett Kupa-döntők száma: 1.

##### Francia Kupa
| Időpont        | Helyszín                         | Mérkőzés típusa | Mérkőzés                          | Eredmény | Nézők száma |
| -------------- | -------------------------------- | --------------- | --------------------------------- | -------- | ----------- |
| 1952. május 4. | Yves-du-Manoir Stadion, Colombes | döntő           | OGC Nice–FC Girondins de Bordeaux | 5 : 3    | 61 485      |

### Nemzetközi játékvezetés
A Francia labdarúgó-szövetség Játékvezető Bizottsága (JB) terjesztette fel nemzetközi játékvezetőnek, a Nemzetközi Labdarúgó-szövetség (FIFA) 1953-tól tartotta nyilván bírói keretében. Több nemzetek közötti válogatott és klubmérkőzést vezetett, vagy működő társának partbíróként segített. A francia nemzetközi játékvezetők rangsorában, a világbajnokság-Európa-bajnokság sorrendjében többedmagával a 33. helyet foglalja el 1 találkozó szolgálatával. Az aktív nemzetközi játékvezetéstől 1961-ben a FIFA 50 éves korhatárát elérve búcsúzott. Válogatott mérkőzéseinek száma: 7.

#### Világbajnokság
A világbajnoki döntőhöz vezető úton Svédországba a VI., az 1958-as labdarúgó-világbajnokságra a FIFA JB bíróként alkalmazta.
| Időpont        | Helyszín                     | Mérkőzés típusa           | Mérkőzés                | Eredmény | Nézők száma |
| -------------- | ---------------------------- | ------------------------- | ----------------------- | -------- | ----------- |
| 1957. május 5. | Panathinaïkos Stadion, Athén | előselejtező (7. csoport) | Görögország–Jugoszlávia | 0 : 0    | 30 000      |

## Magyar vonatkozás
| Időpont              | Helyszín                      | Mérkőzés típusa          | Mérkőzés                 | Eredmény | Nézők száma |
| -------------------- | ----------------------------- | ------------------------ | ------------------------ | -------- | ----------- |
| 1955. szeptember 17. | La Pontaise Stadion, Lausanne | 319. válogatott mérkőzés | Svájc–Magyarország       | 4 : 5    | 40 000      |
| 1956. szeptember 23. | Lenin Stadion, Moszkva        | 332. válogatott mérkőzés | Szovjetunió–Magyarország | 0 : 1    | 102 000     |

## Külső hivatkozások
- Jacques Devillers. World Referee. [2012. október 9-i dátummal az eredetiből archiválva]. (Hozzáférés: 2012. november 15.)
- Jacques Devillers. footballzz.com. (Hozzáférés: 2012. november 15.)
- Jacques Devillers. footballdatabase.eu. (Hozzáférés: 2012. november 15.)
- Jacques Devillers. scoreshelf.com. [2015. október 2-i dátummal az eredetiből archiválva]. (Hozzáférés: 2012. november 15.)
- Jacques Devillers. eu-football.info. (Hozzáférés: 2012. november 15.)

| Elődje: Paul Oliva | Kupadöntő 1951–1952 | Utódja: Marcel Le Foll |

1. 1 2  https://deces.matchid.io/?q=jacques+Devillers+23%2F08%2F1911